# 讷伊 (厄尔省)
讷伊（法語：Neuilly，法語發音：[nœji] ⓘ）是法国厄尔省的一个市镇，位于该省东部偏南，属于埃夫勒区。

## 地理
讷伊（48°55'56"N, 1°25'11"E）面积4.71 平方千米，位于法国诺曼底大区厄尔省，该省份为法国北部内陆省份，北起滨海塞纳省，西接奧恩省和卡爾瓦多斯省，南至厄尔-卢瓦省，东临瓦兹省、瓦兹河谷省和伊夫林省。
与讷伊接壤的市镇（或旧市镇、城区）包括：布勒伊蓬、比埃伊、拉库蒂尔-布塞、埃皮耶、厄尔河畔加雷讷、默雷。

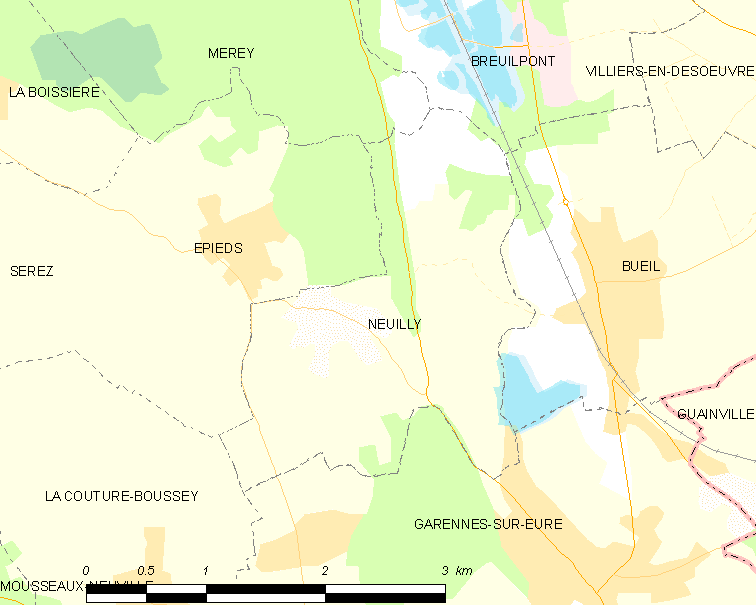
的OSM定位图

讷伊的时区为UTC+01:00、UTC+02:00（夏令时）。

## 行政
讷伊的邮政编码为27730，INSEE市镇编码为27429。

## 政治
讷伊所属的省级选区为厄尔河畔帕西县。

## 人口

1962-2008年间人口变化图示

讷伊于2022年1月1日时的人口数量为174人。